# Красноармійськ (Саратовська область)
Красноармійськ (до 1925 — Голий Карамиш, до 1942 — Бальцер) — місто (з 1918) в Росії, муніципальне, центр Красноармійського муніципального району Саратовської області.
Населення — 23 736 чоловік.

## Географія
Розташований на Прикаспійській низовині, у витоках річки Голий Карамиш (басейн Медведиці), за 75 км на південь від Саратова. За 18 км від міста розташована залізнична станція Карамиш Приволзької залізниці.

## Історія
Заснований в 1765 році як колонія німецьких переселенців під назвою Бальцер (Бальзер). За перші 2 роки в колонії оселилося всього близько 90 сімей. Це були вихідці з Гессена, Пфальцa, Ізенбурга та інших німецьких земель і міст. За переписом 1768 року в колонії налічувалося 377 осіб. Першим старостою (форштегером) колонії став селянин з Гессена Бальцер Бартулі, ім'я якого було взято для назви самої колонії. Однак за указом від 26 лютого 1768 року «Про найменування німецьких колоній», колонія отримала офіційну назву Голий Карамиш, де Карамиш тюркське «мутний, мулистий», а визначення голий вказувало на розташування в безлісовій степовій місцевості.
В середині XIX століття офіційно називався Голий Карамиш (Бальцер).
В 1918 року колонія стає центром Голо-Карамишського повіту новоствореної Трудової комуни Німців Поволжя, з 1922-го — центр Голо-Карамишського (Бальцерського) кантону АРСР німців Поволжя.
В 1925 року колонія Голий Карамиш офіційно перетворена в місто Бальцер.
Місто було одним із центрів навчання ткацької справи. Навчання проводилось в навчально-показовій ткацькій майстерні. По закінченні даного навчального закладу випускники розподілялися в ткацькі артілі.
7 вересня 1941 року після ліквідації АРСР німців Поволжя місто стає адміністративним центром Бальцерського району у складі Саратовської області.
У травні 1942 року місто Бальцер було перейменоване в Красноармійськ на честь Червоної Армії.
1 лютого 1963 року місто Красноармійськ віднесене до категорії міст обласного підпорядкування.

## Промисловість
У місті є фабрики: ткацька, швейна, трикотажна; заводи: механічний, маслоробний (закритий), керамічний (до 2002 року — цегельний). Керамічному (колишньому цегельному) заводу належить вузькоколійна залізниця. Її можна вважати однією з головних визначних пам'яток міста. Це єдина вузькоколійна залізниця в Саратовській області, на ній працює (станом на 2006 рік) унікальний саморобний локомотив, який возить з кар'єру глину в цех по переробці.

## Транспорт
Тільки автомобільне і автобусне сполучення. Діє автовокзал. Найближча залізнична станція Бобрівка на лінії Саратов — Петрів Вал знаходиться за 12 кілометрах від міста.
Раніше діяла відомча залізнична гілка Карамиш — Красноармійськ. Розібрана в 1990-і роки.

## Пам'ятки
У місті є пам'ятник революціонеру В. Т. Смолянінову, філія музею краєзнавства.
Унікальні будинки старовинної будови з червоної цегли місцевої глини — дотепер рецепти розчинів їх кладок не відомі.
Дитяча літня база відпочинку в Дубровому гаю — неподалік від берега річки Волги, на місці колишньої графської садиби, з приголомшливими розмірами і геометрією, куполоподібною спорудою «Графського» джерела.
Ширина річки Волги біля колишнього купецького села Золоте (названо бурлаками за місцем грошового розрахунку) досягає в моменти перекриття греблі Волзької ГЕС 19,6 км.

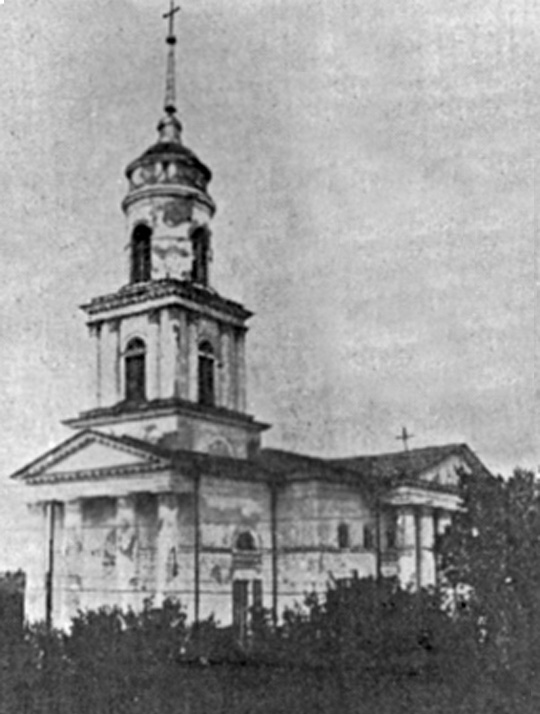
Лютеранська Кірха, побудована в м Бальцер Камишинського повіту Саратовської губернії в 1851 р. Зруйнована в XX столітті.
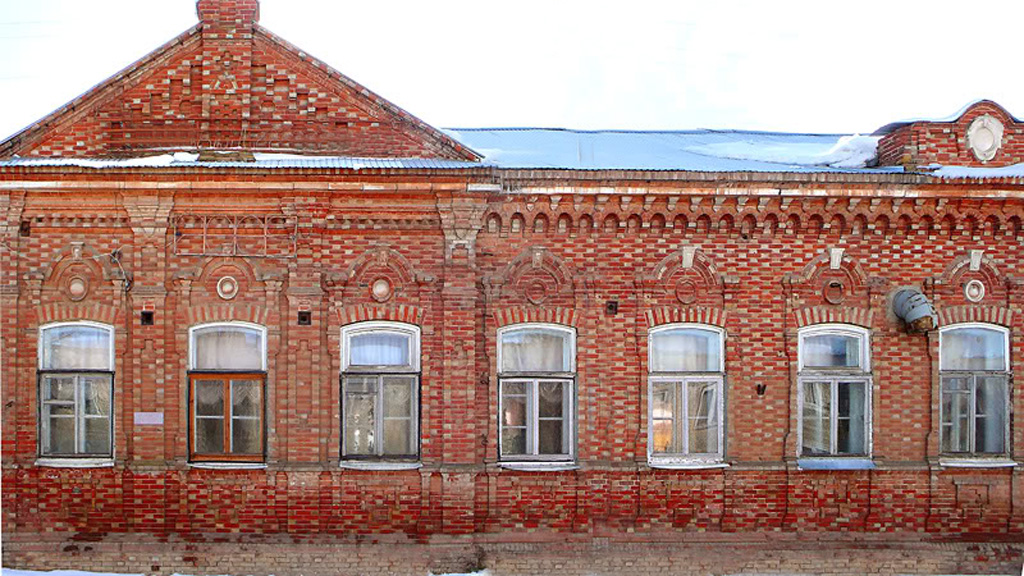
Будівля текстильної фабрики XIX століття.